# Жозе Морейра
Жозе Морейра (порт. José Moreira, нар. 20 березня 1982, Массарелуш) — португальський футболіст, воротар клубу «Ольяненсі».
Насамперед відомий виступами за «Бенфіку», з якою вигравав усі внутрішні трофеї. Також провів один матч за національну збірну Португалії.

## Клубна кар'єра
Вихованець футбольної школи клубу «Салгейруш».
У дорослому футболі дебютував 1999 року виступами за команду «Бенфіка» Б, в якій провів два сезони, взявши участь у 32 матчах чемпіонату.
З 2001 року став гравцем головної команди клубу «Бенфіка». Відіграв за лісабонський клуб наступні дванадцять сезонів своєї ігрової кар'єри. За цей час двічі виборював титул чемпіона Португалії, ставав володарем національного кубка та суперкубка, а також тричі вигравав кубок португальської ліги.
Влітку 2011 року приєднався до складу навачка англійської Прем'єр-ліги «Свонсі Сіті», проте в команді став лише третім воротарем після Мішела Ворма та Герхарда Треммеля, тому за сезон зіграв лише в одному матчі на кубок англійської ліги проти «Шрусбері Таун» (1:3) і в травні 2012 року контракт гравця був розірваний за згодою сторін.
На початку 2013 року на правах вільного агента підписав контракт з кіпрською «Омонією», у складі якої провів наступні 2,5 сезони.
Влітку 2015 року приєднався до складу клубу «Ольяненсі» з другого за рівнем дивізіону Португалії. Відтоді встиг відіграти за клуб з Ольяу 26 матчів в національному чемпіонаті.

## Виступи за збірні
Протягом 2002–2004 років залучався до складу молодіжної збірної Португалії. Перед початком чемпіонату Європи Морейра був відправлений у молодіжну збірну для участі у молодіжній першості Європи. Команда Португалії зайняла 3-е місце, і зуміла пробитися на Олімпійські ігри. Всього на молодіжному рівні зіграв у 22 офіційних матчах.
Через два місяці Морейра також брав участь у Олімпійських іграх 2004 року.
2004 року як третій голкіпер був включений до заявки національної збірної Португалії для участі у домашньому чемпіонату Європи 2004 року, де разом з командою здобув «срібло». В рамках континентальної першості на поле не виходив. Дебют в офіційних матчах головної команди Португалії відбувся лише за п'ять років, 12 серпня 2009 року. Проведена того дня товариська гра проти збірної Ліхтенштейну стала єдиним матчем Морейри у складі португальської збірної.

## Титули і досягнення
- Чемпіон Португалії (2):

«Бенфіка»: 2004–05, 2009-10
- Володар Кубка Португалії (1):

«Бенфіка»: 2003–04
- Володар Суперкубка Португалії (1):

«Бенфіка»: 2005
- Володар Кубка португальської ліги (3):

«Бенфіка»: 2008–09, 2009–10, 2010–11
- Чемпіон Європи (U-18): 1999
- Віце-чемпіон Європи: 2004